# لوئیز فیروز
لوئیز فیروز (به انگلیسی: Louise Firouz) با نام اصلی لوئیز لیلین (به انگلیسی: Louise Laylin) (زاده ۲۴ دسامبر ۱۹۳۳ در واشینگتن، دی. سی‌. - درگذشته ۲۵ مه ۲۰۰۸ در گنبد کاووس) بانوی آمریکایی‌الاصل که به مدت بیش از ۴ دهه به همراه همسرش نرسی فیروز به پرورش اسب در ایران پرداخت. از وی به عنوان کاشف اسبچه خزر نام برده می‌شود. او ملقب به بانوی اسب ایران بود.

## زندگی‌نامه
لوئیز فیروز در سال ۱۳۳۶ با یکی از شاهزادگان ایرانی به نام نرسی فیروز ازدواج و به همراه او به ایران سفر کرد. این زوج در ابتدا در شیراز ساکن شدند و یک مزرعه ۱۵ هزار هکتاری را برای اسب‌سواری خریداری نمودند. نخستین اسب او یک نریان سیاه باصری بود. هر سه فرزند در همان سال‌های اولیه در شیراز به دنیا آمدند. بعد از چند سال، نرسی و لوئیز به تهران نقل مکان کردند. او با کمک همسر خود و با توجه به علاقه‌ای که به اسب و سواری داشت مرکزی را به نام نوروزآباد در تهران جهت سواری فرزندانش تأسیس کرد. وی فارغ‌التحصیل رشته دامپروری از دانشگاه کرنل بود و همواره به دنبال اسبی کوچک اندام بود که برای سواری کودکان مناسب باشد. سرانجام در بهار سال ۱۳۴۴ خورشیدی (۱۹۶۵ میلادی) با پشتکار فراوان به‌طور کاملاً تصادفی در ناحیه‌ای در آمل متوجه اسب کوچکی شد که در حال کشیدن یک گاری بود. او به واسطه داشتن تحصیلات در علوم دامی و آشنایی با انواع نژادهای اسب به سرعت به ویژگی‌های منحصر به فرد و ارزش‌های خاص این نژاد پی برد و براساس مطالعات و تحقیقات خود در طی مدت کوتاهی جوامع بین‌المللی پرورش اسب را مجاب به قبول این نوع اسب کوچک ایرانی به عنوان نژادی منحصر به فرد نمود. او با تلاش فراوان موفق به معرفی نژادی شد که قدمتی هزاران ساله داشت. او توانست اسبی را مجدداً به دنیا معرفی کند که دارای ارزش فراوانی بود، اسب منحصر به فردی که به مینیاتور اسب عرب شباهت دارد و او آن را اسبچه خزر یا همان اسب کاسپین نامید. او موفق به کشفی شد که بزرگ‌ترین کشف یک گونه جدید اسب در قرن بیستم بود.
لوئیز فیروز سرانجام پس از نیم قرن زندگی در ایران در بامداد روز یکشنبه ۵ خرداد ۱۳۸۷، در سن ۷۵ سالگی بر اثر بیماری ریوی و کبدی در بیمارستان برزویه گنبد کاووس دارفانی را وداع گفت و با احترام خاص در مزرعه‌اش در روستای قره تپه شیخ نزدیک کلاله به خاک سپرده شد.